# Søre Skipsholmen
Søre Skipsholmen est une île norvégienne du comté de Hordaland appartenant administrativement à Fitjar.

## Description
Rocheuse et couverte d'arbres, à fleur d'eau, elle s'étend sur environ 199 m de longueur pour une largeur approximative de 115 m. 